# Кроче ди Самбате (Катанцаро)
Кроче ди Самбате је насеље у Италији у округу Катанцаро, региону Калабрија.
Према процени из 2011. у насељу је живело 23 становника. Насеље се налази на надморској висини од 955 м.